# Team Icespire
Team Icespire was een Canadese schaatsploeg die zowel langebaanschaatsers als shorttrackers huisveste.

## Ontstaan
In mei 2012 werd Team Icespire opgericht door Danielle Wotherspoon-Gregg. Ondanks dat alle schaatsers lid waren van het nationale team van Canada, trokken zij ook samen op binnen en buiten de sport, om zich tevens in te zetten voor een betere maatschappij.
In februari 2016 liet het zusje van Jamie Gregg, Jessica Gregg, weten te stoppen met schaatsen.

## Schaatsploeg

### 2013-2014
In het seizoen 2013-2014 bestond de ploeg uit deze rijders:
| Mannen                     | Mannen            | Vrouwen            | Vrouwen                 |
| Naam                       | Specialisatie     | Naam               | Specialisatie           |
| -------------------------- | ----------------- | ------------------ | ----------------------- |
| Jamie Gregg                | 500 en 1000 meter | Jessica Gregg      | Shorttrackster          |
| Gilmore Junio              | 500 en 1000 meter | Sarah Gregg        | 500, 1000 en 1500 meter |
| Jeremy Wotherspoon         | 500 en 1000 meter | Kate Hanly         | 500, 1000 en 1500 meter |
|                            |                   | Tamara Oudenaarden | 500 en 1000 meter       |
| Danielle Wotherspoon-Gregg | 500 en 1000 meter |                    |                         |